# Best Friends
Cet article concerne un album musical. Pour un film, voir Best Friends (film).
Albums de Erina Mano
More Friends Over
(2012)
Singles
Best Friends (« meilleurs amis » en anglais) est le premier album compilation de la chanteuse japonaise Erina Mano.

## Présentation
L'album sort le 6 février 2013 au Japon sous le label hachama, à l'occasion du départ du Hello! Project de la chanteuse. Il sort également dans une édition limitée avec une pochette différente et un DVD en supplément. Il atteint la 35e place du classement des ventes de l'Oricon, restant classé pendant trois semaines.
La compilation contient dans le désordre les chansons-titres des treize singles "major" (dont un "double face A") sortis par Erina Mano de 2009 à 2012 dans le cadre du Hello! Project, omettant celles des trois premiers singles sortis "en indépendant" en 2008, ainsi que trois nouveaux titres ; les quatre chansons des trois derniers singles d'alors (Doki Doki Baby / Tasogare Kōsaten, Song for the Date, et Next My Self) ne figurent que sur cette compilation. Le DVD contient les clips vidéos des treize titres de l'album qui en possèdent (Tasogare Kōsaten n'en a pas), dans leur ordre de parution cette fois, avec des commentaires de la chanteuse sur une piste audio supplémentaire.

## Titres
CD
1. Next My Self (NEXT MY SELF?) (13e single major)
2. Zenbu Daisuki (ゼンブダイスキ?)
3. Tasogare Kōsaten (黄昏交差点?) (du 11e single major Doki Doki Baby / Tasogare Kōsaten)
4. Love & Peace = Paradise (Love & peace = パラダイス?) (5e single major)
5. Kono Mune no Tokimeki wo (この胸のときめきを?) (4e single major)
6. Onegai Dakara... (お願いだから・・・?) (7e single major)
7. Genkimono de Ikō! (元気者で行こう！?) (8e single major)
8. Hajimete no Keiken (はじめての経験?) (2e single major)
9. Minna, Arigatō. (みんな、ありがとう。?)
10. Otome no Inori (乙女の祈り?) (1er single major)
11. Seishun no Serenade (青春のセレナーデ?) (9e single major)
12. Song for the Date (Song for the DATE?) (12e single major)
13. Haru no Arashi (春の嵐?) (6e single major)
14. Sekai wa Summer Party (世界は サマー・パーティ?) (3e single major)
15. Dokidoki Baby (ドキドキベイビー?) (du 11e single major Doki Doki Baby / Tasogare Kōsaten)
16. My Days for You (10e single major)
17. Nerima Calling! (練馬Calling!?) (Bonus track)

DVD de l'édition limitée
1. Opening
2. Otome no Inori (乙女の祈り?)
3. Hajimete no Keiken (はじめての経験?)
4. Sekai wa Summer Party (世界は サマー・パーティ?)
5. Kono Mune no Tokimeki wo (この胸のときめきを?)
6. Love & Peace = Paradise (Love & peace = パラダイス?)
7. Haru no Arashi (春の嵐?)
8. Onegai Dakara... (お願いだから…?)
9. Genkimono de Ikō! (元気者で行こう！?)
10. Seishun no Serenade (青春のセレナーデ?)
11. My Days for You
12. Doki Doki Baby (ドキドキベイビー/黄昏交差点?)
13. Song for the Date
14. Next My Self (NEXT MY SELF?)
15. Ending